# 般若三蔵
般若三蔵（はんにゃさんぞう、プラジュナー、Prajñā、734年 - 没年不詳）は、古代インドの仏教僧。
現在のアフガニスタン・カーブル付近にあったカピサ王国（同時代の中国の文献には「漕」「罽賓」として現れる）出身。唐代の中国を訪れ、梵語経典の漢訳をおこなった。主要な業績に『華厳経』、『大乗理趣六波羅蜜経』、『大乗本生心地観経』がある。遣唐使として長安に留学していた空海が師事し、梵語経典について教えたとされる。